# Томати (Бјела)
Томати је насеље у Италији у округу Бијела, региону Пијемонт.
Према процени из 2011. у насељу је живело 9 становника. Насеље се налази на надморској висини од 838 м.